# Битка за Врбањски мост
Битка на Врбањском мосту била је оружани сукоб који се догодио 27. маја 1995. године између мировних снага Уједињених нација (УН) из састава француске војске и велемената Војске Републике Српске (ВРС). Борбе су се догодиле на прелазу Врбањског моста преко реке Миљацке у Сарајеву, током рата у БиХ. ВРС је заузела осматрачнице Заштитних снага Уједињених нација (УНПРОФОР) са француском посадом на оба краја моста, узевши за таоце дванаест француских мировњака. Десет је одведено, а двоје су задржани на мосту као живи штит.
Вод од 30 француских мировњака предвођен тадашњим капетаном Франсоа Лекуантром поново је заузео мост уз подршку 70 француских пешака и директну ватру из оклопних возила. Током француског напада, елементи АРБиХ су самоиницијативно отворили ватру на осматрачнице које је држала ВРС, случајно ранивши једног француског таоца. Током битке су погинула два француска војника, док је још 17 рањено. Четири војника ВРС су убијена, неколико њих рањено а четири су заробљена. После битке, примећено је да је мање вероватно да ће снаге ВРС-а ангажовати француске мировне снаге УН распоређене у граду. Године 2017, Лекоантр, сада војни генерал, именован је за начелника француског штаба одбране.

## Позадина
Мост Врбања се налазио на ничијој земљи између опкољене АРБиХ и околне ВРС током опсадe Сарајева. Био је окружен високим зградама, што га је чинило метом снајперске ватре од почетка рата у БиХ. Дана 5. априла 1992.српска полиција је пуцала на демонстранте на мосту. Од последица су погинуле две жене, Суада Дилберовић и Олга Сучић, које многи сматрају првим жртвама рата.
У марту 1995. године, док је Северноатлантски пакт (НАТО) планирао нову стратегију подршке мировним операцијама УН у БиХ, прекид ватре који је посредовао бивши предсједник Сједињених Америчких Држава Џими Картер између АРБиХ и ВРС је истекао и борбе су настављене. Како се борба постепено ширила АРБиХ је покренула офанзиву великих размера око Сарајева. Као одговор, ВРС је запленила тешко наоружање из складишта које су чувале УН и почела да гранатира циљеве око града, што је навело команданта Команде Босне и Херцеговине, британског генерал-пуковника Руперта Смита, да затражи ваздушне нападе НАТО-а на ВРС. НАТО је одговорио 25. и 26. маја 1995. одбомбардовање депоније муниције ВРС у главном граду босанских Срба, Палама. Мисију су извели Ф-16 ваздухопловства Сједињених Америчких Држава и ЕФ-18А Хорнетс шпанског ваздухопловства наоружани ласерским навођеним бомбама. ВРС је тада заузела 377 талаца УНПРОФОР-a и користила их као живи штит за разне потенцијалне циљеве НАТО ваздушних напада у БиХ, присиљавајући НАТО да прекине ваздушне операције против ВРС. Од талаца УН-а које су узели припадници ВРС, 92 су били Французи.

## Битка

### ВРС напад
Дана 27. маја 1995. у 04:30, војници ВРС, који су се представљали као француски војници, заузели су осматрачнице УН на оба краја Врбањског моста без испаљеног метка. Носили су француске униформе, панцирне јакне, шлемове и лично оружје и возили су француски оклопни транспортер (АПЦ) – сви заробљени од трупа УН заточених изван града. Срби су разоружали дванаест француских мировњака на мосту под нишаном. Десет је одведено, а два таоца остала су на мосту као живи штит. Према пуковнику Ерику Сандалу, команданту 4. француског батаљона (ФРЕБАТ4) који је у то време обезбеђивао 3. пешадијски пук маринаца, „Када су Срби претњом, прљавим триковима узели наше војнике под своју контролу, почели су да се понашају као терористи, то не можете подржати. Морате да реагујете. Дође тренутак када морате да зауставите. Тачка. И јесмо."

### Француска реакција
Први доказ који су француске трупе УН добиле да нешто није у реду на Врбањском мосту била је радио тишина са француске поште. Око 05:20, командир чете, капетан Франсоа Лекоантр, не могавши да успостави радио везу са стубовима, одвезао се до моста да сазна шта се дешава. Сачекао га је српски стражар у француској униформи који је покушао да га зароби. Лекоантр се брзо окренуо и одвезао до стадиона Скендерија, сједишта ФРЕБАТ4. Када је вест о преузимању моста стигла до новоизабраног француског председника Жака Ширака, он је заобишао командни ланац УН и наредио напад како би се мост повратио од ВРС.
Француска команда у БиХ је одговорила слањем вода од 30 војника ФРЕБАТ4 из 3. пешадијског пука маринаца да поново заузме северни крај моста, уз подршку још 70 француских пешака, шест оклопних аутомобила ЕРЦ 90 Сагаие и неколико оклопних возила ВАБ. Јуришне снаге је предводио Франсоа Лекоантр, који се приближио северној ивици моста уобичајеном рутом конвоја УН. Четрнаест припадника ВРС је било на положају у тренутку напада. Са причвршћеним бајонетима, француски маринци су прегазили бункер који је држала ВРС, по цену живота једног Француза, војника Јацки Хумблота. Напад је подржан директном ватром од 90 милиметара из оклопних аутомобила и тешком митраљеском ватром. ВРС је одговорила минобацачким бомбама и ватром из противваздушног наоружања. Други француски војник који је погинуо у бици, војник Марсел Амару, убијен је од снајпера док је подржавао напад са сарајевског Јеврејског гробља. У сукобу је рањено седамнаест француских војника, док су четири војника ВРС погинула, неколико их је рањено, а четири заробљена.
У борбу су се самоиницијативно укључили снајперисти АРБиХ, који су случајно упуцали и ранили једног француског таоца. По завршетку ватре која је трајала 32 минута, ВРС је задржала контролу над јужним крајем моста, док су Французи заузели северни крај. ВРС је тада постигла примирје да поврати своје мртве и рањене, под претњом да ће убити француске таоце. Рањени француски војник је одмах пуштен и евакуисан у болницу УН. ВРС је на крају одустала и напустила јужни крај моста. Други француски војник држан као талац на мосту, каплар, успео је да побегне. Војници ВРС заробљени у акцији третирани су као ратни заробљеници и заточени у објекту УНПРОФОР-а.

## Последице
Суочени са текућом талачком кризом, Смит и други највиши команданти УН почели су да мењају стратегију. УН су почеле прераспоређивање својих снага на одбрамбене локације, како би их било теже напасти и теже узети за таоце. 16. јуна 1995. донета је Резолуција Савета безбедности Уједињених нација 998, којом су успостављене британско-француско-холандске снаге УН за брзо реаговање (УН РРФ) под Смитовим руководством. Овлашћени за јачину од 12.500 војника, УН РРФ је била тешко наоружана формација са агресивнијим правилима ангажовања, дизајнирана да предузме офанзивне акције ако је потребно да спречи узимање талаца и спроведе мировне споразуме. Преостали УН таоци узети широм земље ослобођени су два дана касније, као и четири војника ВРС заробљена код Врбањског моста.
Како је УН РРФ распоређен у јуну и јулу, постало је јасно да се УН померају ка ставу наметања мира, а не мировном. Британци су послали артиљерију и ваздушно-мобилну бригаду укључујући и јуришне хеликоптере, а снаге нису фарбале своја возила у бело нити носиле плаве шлемове, као што је било уобичајено у мисијама УН. Дана 1. августа, након пада заштићених зона Уједињених нација (УНСА) Сребреница и Жепа под ВРС, високи британски, француски и амерички официри упозорили су команданта ВРС, генерала Ратка Младића, да ће сваки даљи напад на УНСА довести до тога да НАТО и УН користе „непропорционалну“ и „преовлађујућу“ силу.
Према речима највиших француских официра који су учествовали у борби, акција на Врбањском мосту показала је ВРС да се став УНПРОФОР-а променио. После битке, примећено је да је мање вероватно да ће снаге ВРС ангажовати француске мировне снаге УН распоређене у граду. Потпуковник Ерик Роусел, официр ФРЕБАТ4 који је учествовао у операцији, касније је рекао да су „од инцидента Срби необично тихи према нама“. Ширакове акције није подржала цела његова влада, а начелник штаба одбране, адмирал Жак Ланксад, запретио је оставком. Ланксада су подржали француски премијер Ален Жипе и министар одбране Шарл Миљон, али их је одбацио Ширак.
Дана 30. августа, на почетку НАТО-ове операције Намјерне снаге, комбинованом ваздушном и копненом кампањом против ВРС, РРФ УН-а је испалио 600 артиљеријских метака на артиљеријске положаје ВРС око Сарајева. УН РРФ је одиграо важну улогу у окончању опсаде и присиљавању српске стране да сједне за преговарачки сто касније те године. Дана 20. децембра 1995. године, УНПРОФОР је смијењен од стране НАТО снага за имплементацију, након успјешних преговора о мировним споразумима Дејтонског споразума. Споменик погинулим француским војницима у акцији откривен је 5. априла 1996, заједно са плочом у част Суаде Дилберовић и Олге Сучић. Тог дана мост је преименован у знак сећања на две жене. Године 2017, Лекоантр, који је постао познат по бајонету на мосту, а сада је генерал армије, именован је за начелника француског штаба одбране.
Позитивно јавно мњење у Француској о очувању мира у рату у Босни и даље је нешто изнад просека за европске земље током целе мисије, при чему је већина француског становништва снажно за војну интервенцију током читаве мисије. Ово је на крају пратила француска политика, која је кренула са позиције која је одбијала употребу силе.

### Књиге
- Beale, Michael (1997). Bombs over Bosnia: The Role of Airpower in Bosnia-Herzegovina. Montgomery, Alabama: Air University Press. OCLC 946114396.
- Bucknam, Mark (2003). Responsibility of Command. Montgomery, Alabama: Air University Press. ISBN 978-1-58566-115-2.
- Burg, Steven L.; Shoup, Paul S. (1999). The War in Bosnia-Herzegovina: Ethnic Conflict and International Intervention. Armonk, New York: M.E. Sharpe. ISBN 978-0-7656-3189-3.
- Central Intelligence Agency, US Government (2002). Balkan Battlegrounds: A Military History of the Yugoslav Conflict, Volume 2. Durham, North Carolina: Central Intelligence Agency, Office of Russian and European Analysis. ISBN 978-0-8223-2126-2.
- Corwin, Phillip (1999). Dubious Mandate: A Memoir of the UN in Bosnia, Summer 1995. Durham, North Carolina: Duke University Press. ISBN 978-0-8223-2126-2.
- Lasserre, I. (2019). Le réveil des armées (на језику: француски). JC Lattès. ISBN 978-2-7096-6232-1. Приступљено 2021-09-24.
- Leroux-Martin, Philippe (2014). Diplomatic Counterinsurgency: Lessons from Bosnia and Herzegovina. Cambridge, UK: Cambridge University Press. ISBN 978-1-107-02003-0.
- Lowe, Vaughan; Roberts, Adam; Welsh, Jennifer; Zaum, Dominik (2010). The United Nations Security Council and War: The Evolution of Thought and Practice since 1945. Oxford, UK: Oxford University Press. ISBN 978-0-19-161493-4.
- Maksić, Adis (2017). Ethnic Mobilization, Violence, and the Politics of Affect: The Serb Democratic Party and the Bosnian War. Sarajevo, Bosnia and Herzegovina: Springer. ISBN 978-3-319-48293-4.
- Morrison, Kenneth; Lowe, Paul (2021). Reporting the Siege of Sarajevo. Bloomsbury Publishing. ISBN 9781350081789.
- Panon, X. (2012). Chirac - Le président aux cinq visages (на језику: француски). L'Archipel. ISBN 978-2-8098-0669-4. Приступљено 2021-09-24.
- Rathbun, Brian C. (2018). Partisan Interventions: European Party Politics and Peace Enforcement in the Balkans. Ithaca, New York: Cornell University Press. ISBN 978-1-5017-2962-1.
- Ripley, Tim (2001). Conflict in the Balkans, 1991–2000. Oxford, UK: Osprey Publishing. ISBN 978-1-84176-290-6.
- Schmidt, Bettina; Schröder, Ingo (2001). Anthropology of Violence and Conflict. London, UK: Routledge. ISBN 978-0-415-22905-0.
- Shiraev, Eric (2002). International Public Opinion and the Bosnia Crisis. Lanham, Maryland: Lexington Books. ISBN 978-0-7391-0480-4.
- Sloan, Elinor Camille (1998). Bosnia and the New Collective Security. Westport, Connecticut: Greenwood Publishing Group. ISBN 978-0-275-96165-7.

### Интернет извори
- Biegala, Eric (22. 7. 1995). „Le jour où les Casques bleus français se sont rebiffés” [The Day the French Peacekeepers Fought Back]. Le Point (на језику: француски). Приступљено 9. 12. 2018.
- Cohen, Roger (6. 6. 1995). „Bosnia Battle Shows UN's Pride and Limits”. The New York Times. Приступљено 8. 12. 2018.
- Daly, Emma (28. 5. 1995). „French humiliation sparks battle of Vrbanja bridge”. The Independent. Приступљено 31. 12. 2012.
- Daly, Emma (7. 6. 1995). „The day the Serbs went a bridge too far”. The Independent. Приступљено 8. 12. 2018.
- „Human Rights Watch World Report 1996: Bosnia-Hercegovina”. Human Rights Watch. 1996. Приступљено 29. 11. 2020.
- Krilic, Samir (7. 4. 1996). „Memorial held for first victim of war in Bosnia”. Indiana Gazette. стр. 6  — преко Newspaper Archive.
- „Macron names François Lecointre new armed forces chief”. France 24. 20. 7. 2017. Приступљено 8. 12. 2018.
- „NATO Marks 20-year Anniversary of IFOR Peacekeeping Mission”. North Atlantic Treaty Organization. 18. 12. 2015. Приступљено 8. 12. 2018.
- „Operation Deny Flight Fact Sheet”. North Atlantic Treaty Organization. 18. 7. 2003. Архивирано из оригинала 27. 9. 2011. г. Приступљено 30. 4. 2016.
- Wilkinson, Tracy (28. 5. 1995). „Pitched Battles Erupt in Sarajevo: Bosnia: Rebel Serbs kill 3 French soldiers in deadliest clashes yet with peacekeepers. Paris threatens pullout. 220 U.N. troops now held hostage. Moscow dispatches envoys”. Los Angeles Times. Приступљено 8. 12. 2018.